# Madeleine Schlumberger
Pour les articles homonymes, voir Schlumberger.
Marie d'ailleurs, pseudonyme de Madeleine Schlumberger, née Madeleine Harth le 28 avril 1900 à Mulhouse (Alsace-Lorraine) et morte le 24 août 1981 à Strasbourg, est une sculptrice, artiste peintre et écrivain française.

## Biographie
L'œuvre de Madeleine Schlumberger comprend des tableaux et collages,, des manuscrits[réf. souhaitée] et surtout des scènes miniatures théâtralisées composées d'objets anciens.

## Collections publiques
- Musée Alexis Forel, à Morges en Suisse : cabinet de curiosités, salons d'autrefois, maison de poupées[6], théâtre de Louis II de Bavière, etc.
- Musée Paul Delouvrier dans la cathédrale d'Évry : scènes religieuses[7],[8].

## Ouvrages de Madeleine Schlumberger
- Fritz et Caroline, une chronique alsacienne, 2005
- Histoire de trois petites filles, 2006
- D'une demeure, d'une Dame et d'un serviteur, 2007
- Inventaire sentimental, (extraits) 2006